# Octave de Camps
Octave de Camps é um personagem fictício da Comédia Humana de Honoré de Balzac, nascido em 1803.
Sobrinho adorado de Monsier de Bourbonne, ele fequenta o salão de Célestine Rabourdin em Les Employés em 1824. Ele se torna amigo de Célestine, quando o casamento dos Rabourdin se encontra em dificuldades.
Em 1825, ele é obrigado a ceder seu domínio, o castelo de Villaines, situado em Louplande em Sarthe, a um grupo de especuladores: a Banda Negra. Acreditava-se que ele se havia arruinado por Madame Firmiani, e que dá aulas de matemática para sobreviver (na novela Madame Firmiani), .
Em verdade, Octave desposou secretamente Madame Firmiani, que o ajuda e mantém financeiramente esperando receber a herança de seu marido. Ela o encoraja a realizar seu projeto mais caro: restituir os bens adquiridos inescrupulosamente por seu pai.
Tendo esclarecido sua situação ao olhos do mundo, Octave vive em grande felicidade com Madame Firmiani, que a marquesa d'Espard menciona como exemplo em Splendeurs et misères des courtisanes.